# Paddock (Michel Vaillant)
 (février 2017).
Si vous disposez d'ouvrages ou d'articles de référence ou si vous connaissez des sites web de qualité traitant du thème abordé ici, merci de compléter l'article en donnant les références utiles à sa vérifiabilité et en les liant à la section « Notes et références ».
Pour les articles homonymes, voir Paddock.
Paddock est le cinquante-huitième tome de la série Michel Vaillant, paru en 1995. Il a pour cadre le dernier Grand Prix automobile d'Australie de Formule 1 ayant eu lieu sur le circuit urbain d'Adélaïde.

## Synopsis
Pour le dernier Grand Prix d'Australie de Formule 1 disputé sur le circuit d'Adélaïde, le suspense est total pour l'attribution du titre de champion du monde des pilotes. En tête du championnat du monde, Damon Hill, Michel Vaillant et Michael Schumacher ne sont séparés que de deux points. Mais, à la veille des premiers essais, un inconnu déverse toutes les réserves de carburant de l'écurie Williams-Renault, obligeant celle-ci à déclarer le forfait de Damon Hill pour la course, malgré sa pole position. Pourtant, un parieur mise sur la victoire du Britannique lors du Grand Prix d'Australie. Françoise Vaillant le suit mais finit par se faire kidnapper. Le jour de la course, l'écurie Williams-Renault ayant été ravitaillée en carburant en urgence, Hill peut prendre le départ et défendre ses chances face à Schumacher et Michel...  

## Personnages réels présents
- Damon Hill
- Michael Schumacher
- Jean Alesi
- Sir Frank Williams

## Autour de l'album
La dernière vignette de Paddock est un hommage adressé à Ayrton Senna, décédé un an avant la parution de cet album.